# Watophilus laetus
Watophilus laetus är en mångfotingart som beskrevs av Chamberlin 1912. Watophilus laetus ingår i släktet Watophilus och familjen storjordkrypare. Inga underarter finns listade i Catalogue of Life.